# Lanthanus variegatur
Lanthanus variegatur là một loài bọ cánh cứng trong họ Salpingidae. Loài này được Champion mô tả khoa học năm 1889.